# Кшижова-Доліна
Кшижова-Доліна (пол. Krzyżowa Dolina) — село в Польщі, у гміні Озімек Опольського повіту Опольського воєводства.
Населення — 721 особа (2011).

## Демографія
Демографічна структура станом на 31 березня 2011 року:
|          | Загалом | Допрацездатний вік | Працездатний вік | Постпрацездатний вік |
| -------- | ------- | ------------------ | ---------------- | -------------------- |
| Чоловіки | 347     | 53                 | 249              | 45                   |
| Жінки    | 374     | 46                 | 250              | 78                   |
| Разом    | 721     | 99                 | 499              | 123                  |